# Delegado (Congreso de los Estados Unidos)
Un Delegado es un miembro sin derecho al voto en la Cámara de Representantes de los Estados Unidos, electo por un territorio no incorporado o el Distrito de Columbia por un término de dos años. Aunque no puede votar en el pleno de la Cámara, sí lo puede hacer en los comités del cuerpo a los que pertenezca. Las posiciones ahora son más permanentes, habiendo sido reforzadas por legislación congresional (ver Sección 891, del Título 48 del Código de EE. UU.). Sin embargo, esta legislación estipula que, ". . .el derecho a votar en comité será provisto por el Reglamento de la Cámara". Por lo tanto, si el sistema de delegados o de individuos sirviendo como delegados supusiera una amenaza a la institución de la Cámara, la mayoría en el cuerpo podría, sin necesidad de un consenso con el Senado o del Presidente, disciplinar o debilitar a los delegados.
Los delegados sirven exclusivamente en la Cámara de Representantes —el Senado no incluye ninguna contraparte oficial de áreas estadounidenses que no constituyan un estado de la Unión. Los delegados sin derecho al voto y el comisionado residente de Puerto Rico están sujetos a límites de ostentación de cargo que prohíben a una misma persona ejercer dos puestos federales simultáneamente. Reciben compensación, beneficios y privilegios de franqueo (envíos gratuitos a través del Servicio Postal) similares a los de los miembros con derecho al voto en la Cámara (48 U.S.C. § 891, § 1711). Su cuenta de viajes está limitada al equivalente de cuatro vuelos, ida y vuelta, por año por delegado (48 U.S.C. § 1715).

## Casos específicos

### Territorios previos a la anexión
Mientras los Estados Unidos se expandían en el siglo XIX, delegados sin derecho al voto eran utilizados en territorios que estuvieran en proceso de ser admitidos como estados de la Unión. El Territorio de Dakota estaba representado por un delegado sin derecho al voto desde 1861 hasta 1889.

### Territorios actuales
Un territorio, según la ley estadounidense, es una jurisdicción distinta, en muchas ocasiones grandemente autogobernada, habitada por ciudadanos estadounidenses o nacionales estadounidenses que por razones constitucionales, históricas o políticas no constituyen un estado de la Unión. Bajo la Constitución de Estados Unidos sólo los estados tienen derecho a enviar representación con derecho al voto en ambas cámaras del Congreso estadounidense. Previo al 2009, tres territorios estadounidenses eran representados por delegados sin derecho al voto: Samoa Estadounidense, Guam y las Islas Vírgenes de los Estados Unidos. Las Islas Marianas del Norte eligieron a Gregorio Sablan como su primer delegado en noviembre de 2008.

#### Puerto Rico
Puerto Rico, un estado libre asociado de Estados Unidos, es representado por un comisionado residente sin derecho al voto, que ostenta un cargo similar al de delegado en la Cámara, pero sirve por un término de cuatro años. El comisionado residente es el único individuo electo a la Cámara por un término de cuatro años — los demás delegados sin derecho al voto y todos los representantes regulares que sí tienen derecho al voto sirven por un término de dos años.

#### Islas Marianas del Norte
Desde la fundación del Estado Libre Asociado de las Islas Marianas del Norte en enero de 1978 y el otorgamiento de la ciudadanía estadounidense a los residentes cualificados en noviembre de 1986, las Islas han estado "representadas" en los Estados Unidos (y en especial en Washington D. C.) por un representante residente, electo por los electores en la Mancomunidad y cuya oficina era sufragada por el gobierno isleño. En 2008, el Congreso aprobó la , cuyo título VII estableció el escaño de delegado. El primer delgado del Estado Libre Asociado fue elegido en noviembre de 2008 y tomará posesión en enero de 2008.

### Distrito de Columbia
El Distrito de Columbia, también conocido como Washington D. C., ciudad capital de los Estados Unidos, es técnicamente un distrito federal — no un territorio, estado libre asociado o área insular — pero, para propósitos de representación en la Cámara, se le ha otorgado un delegado sin derecho al voto.

### Las Filipinas
Durante su periodo como estado libre asociado de Estados Unidos, las Filipinas también enviaron un comisionado residente sin derecho al voto a la Cámara de 1907 a 1946.